# Братья Чафоновы
Эстрадный дуэт братьев Валерия Михайловича (22 февраля 1957, Москва — 15 февраля 2014, Москва) и Евгения Михайловича (22 февраля 1957, Москва — 12 февраля 2007, Москва) Чафоновых — советский и российский вокальный коллектив.

## Биография
Братья Чафоновы родились и выросли в Москве, пели в школьном хоре, в хоре мальчиков Дворца пионеров. После школы поступили в разные техникумы: Евгений — в энергетический, а Валерий — в машиностроительный, по окончании которых оба были призваны в армию, где служили в армейском ансамбле и приняли решение заняться искусством профессионально. Демобилизовавшись, поступили учиться в класс Г. П. Виноградова во Всероссийской творческой мастерской эстрадного искусства, по окончании которой устроились работать в Москонцерт.

## Репертуар
- «Красный конь» (М. Фрадкин — М. Пляцковский)
- «Севернее всех» (А. Пахмутова — А. Вознесенский)
- «Счастье моё» (Е. Розенфельд — Г. Намлегин)
- «Трава-мурава» (А. Буйнов — В. Сауткин)
- «Московская осень» (М. Шелег) — первые исполнители шлягера[3]

## Награды
- 1981 — третья премия пятого Всероссийского конкурса молодых исполнителей советской песни «Днепропетровск-81» — дуэту Валерия и Евгения Чафоновых[1].
- ???? — лауреаты Всесоюзного конкурса артистов эстрады[3].

## Отзывы
Художественный руководитель Всероссийской творческой мастерской эстрадного искусства Леонид Маслюков в 1982 году в интервью для газеты «Известия», отмечая, что трудно прогнозировать будущих «звёзд эстрады», назвал вокальный дуэт братьев Чафоновых в числе тех будущих выпускников, чьи оригинальные номера, по мнению Маслюкова, должны были бы порадовать любителей эстрады и предлагал запомнить их имена.
С удовольствием смотрели мы на двух симпатичных молодых людей, удивительно похожих друг на друга глазами, улыбкой и, главное, голосами. Мне понравилась в их исполнении влюбленность в советскую песню.И. Кобзон
Вероника Долина, анализируя на страницах газеты «Неделя» эстрадные дуэты и прицельно выделяя среди них те, что работают с гитарой в «доверительной манере», назвала близнецов Чафоновых карикатурными и отметила, что они давно работают в песне, но не слишком продуктивны, их индивидуальности вялы, диапазоны размыты, режиссура едва различима, и даже собственную карикатурность они используют слабо.